# ألف يوم ويوم (مسلسل)
ألف يوم ويوم هو مسلسل إذاعي مصري من إخراج مصطفى أبو حطب وتاليف طاهر أبو فاشا ويعتبر من روائع مسلسلات الإذاعية المصرية.

## بطولة
شارك بالتمثيل: محمد شاكر ومحسنة توفيق ويسرية الحكيم وإبراهيم الشامي وأنور إسماعيل ومحمد وفيق ونادية رشاد وسعد أردش وتريز دميان وسيد القاضي وعبد المنعم سعد وأحمد راضي ورضا الجمال وسامي طموم ومهجة البطوطي وصلاح عفيفي ونوال البطوطي وسيد أبو السعود ومجدي مجاهد.